# (21752) Johnthurmon
(21752) Johnthurmon (1999 RC179) – planetoida z pasa głównego asteroid okrążająca Słońce w ciągu 3,69 lat w średniej odległości 2,39 j.a. Odkryta 9 września 1999 roku.